# Геологія Замбії
Геологічна будова Замбії.
Замбія розташована на півдні Африканської платформи. На її території виділяються стабільні блоки: масив Касаї на заході країни і кратон Бангвеулу на північному сході, рухомі складчасті пояси — Убендійський, Кібалі-Дамарський, Мозамбіцький та Луфілійська дуга. Архейська основа масиву Касаї перекрита відкладами верхнього протерозою (система Катанга), з якими асоціюють стратиформні родовища мідних руд, і відкладами пермі-тріасу (система Карру). Кратон Бангвеулу складений метаморфічними утвореннями архею, перекритими комплексами нижнбого протерозою. З протерозойськими вулканітами в межах масиву асоціюють родовища руд марганцю, свинцю і цинку. Убендійський складчастий пояс займає незначну частину країни на північному сході та складений метаморфічними гірськими породами архею та нижнього рифею.
Кібалі-Дамарський пояс простягається через усю країну в північно-східному напрямку від кордону з Намібією до Танзанії. У його будові беруть участь архейські гнейси і метаморфічні утворення протерозою. Розвинені інтрузивні гранітоїди архею, раннього і пізнього протерозою, сієніти, габро і долерити пізнього архею та протерозою. З древніми гранітоїдами пов'язані руди берилію і мусковіт, з пізньопротерозойськими гранітоїдами — руди заліза, кольорових металів, золота, з осн. інтрузіями пізнього протерозою — міді. На крайньому північному сході поясу (район Ісокі) відомі масиви карбонатитів пізнього протерозою з рідкіснометалічним зруденінням та родовища апатитів. У межах пояса розташовані грабени Замбезі, Лукусаші-Луано, Луангва з пермсько-тріасовими відкладами Карру. До них приурочені родовища кам'яного вугілля.
Мозамбіцький пояс простежується переважно в субмеридіональному напрямку на сході країни. Він складений метаморфічними гірськими породами архею і протерозою, переробленими в кінці протерозою — на початку палеозою, та гранітоїдами різного віку. Є також малі інтрузії сієнітів пізнього протерозою і дайки долеритів пізнього архею. У межах пояса виявлені родовища руд золота і поліметалів, мусковіту, берилію і графіту.
Луфілійська структурна дуга, розташована на півночі країни, підходить до Кібалі-Дамарського пояса в його середній частині (район Кабве). У її будові беруть участь верхньопротерозойські відклади системи Катанга, метаморфічні г.п. архею і гранітоїди різного віку. Теригенні слабкометаморфізовані відклади Катанги зім'яті в поперечні (стосовно Кібалі-Дамарського пояса) складки; у них локалізуються знамениті стратиформні родов. руд міді. У межах дуги відомі також родовища руд заліза, урану, свинцю і цинку.